# Project 1 Motorsport
Project 1 Motorsport ou Team Project 1 est une écurie de sport automobile allemande fondée en 1993. Elle participe à la Porsche Supercup et au Championnat du monde d'endurance FIA. Les pilotes Christian Menzel, Nick Tandy, René Rast et Philipp Eng se sont illustrés au sein de cette équipe en Porsche Carrera Cup. L'écurie s'engage en championnat du monde d'endurance FIA pour la saison 2018-2019 dans la catégorie LM GTE Am.

## Résultats en Championnat du monde d'endurance FIA
| Saison    | Écurie         | Châssis         | Moteur               | Pneus    | Numéro | Courses | Courses | Courses | Courses | Courses | Courses | Courses | Courses | Points inscrits | Classement |
| Saison    | Écurie         | Châssis         | Moteur               | Pneus    | Numéro | 1       | 2       | 3       | 4       | 5       | 6       | 7       | 8       | Points inscrits | Classement |
| --------- | -------------- | --------------- | -------------------- | -------- | ------ | ------- | ------- | ------- | ------- | ------- | ------- | ------- | ------- | --------------- | ---------- |
| 2018-2019 | Team Project 1 | Porsche 911 RSR | Porsche 4.0 L Flat-6 | Michelin | 56     | SPA     | LMS     | SIL     | FUJ     | SHA     | SEB     | SPA     | LMS     | 151             | Champion   |
| 2018-2019 | Team Project 1 | Porsche 911 RSR | Porsche 4.0 L Flat-6 | Michelin | 56     | 9e      | 7e      | 3e      | 1er     | 2e      | 3e      | 5e      | 1er     | 151             | Champion   |
| 2019-2020 | Team Project 1 | Porsche 911 RSR | Porsche 4.0 L Flat-6 | Michelin |        | SIL     | FUJ     | SHA     | BAH     | CAM     | SPA     | LMS     | BAH     |                 |            |
| 2019-2020 | Team Project 1 | Porsche 911 RSR | Porsche 4.0 L Flat-6 | Michelin | 56     | 6e      | 7e      | 5e      | 9e      | 3e      | 4e      | 4e      | 1re     | 118             | 3e         |
| 2019-2020 | Team Project 1 | Porsche 911 RSR | Porsche 4.0 L Flat-6 | Michelin | 57     | 10e     | 3e      | 2e      | 1re     | 11e     | 6e      | 14e     | 6e      | 101,5           | 5e         |